# August Silber
Pour les articles homonymes, voir Silber.
August Martin Silber ou August Martin Sillapere (né le 30 juillet 1895 à Kehtna à l'époque dans l'Empire russe et aujourd'hui en Estonie, et mort le 13 avril 1942 à Sverdlovsk à l'époque en URSS et aujourd'hui en Russie) est un joueur de football international estonien, qui évoluait au poste de défenseur.
Il meurt exécuté après avoir été déporté dans un goulag stalinien, tout comme son frère aîné, Otto, également footballeur.

## Biographie

### Carrière en sélection
August Silber reçoit quatre sélections en équipe d'Estonie entre 1922 et 1923. Toutefois, certaines sources font mention de seulement trois sélections.
Il joue son premier match en équipe nationale le 11 août 1922, en amical contre la Finlande (défaite 10-2 à Helsinki). Il reçoit sa dernière sélection le 24 juillet 1923, en amical contre la Lettonie (match nul 1-1 à Tallinn).